# Kto rządzi Unią Europejską?
Kto rządzi Unią Europejską? – belgijsko-austriacki film dokumentalny z 2012 roku oparty na scenariuszu Friedricha Mosera i Matthieu Lietaerta, przedstawiający lobbystów wywierających znaczący wpływ na brukselskich parlamentarzystów oraz elity rządzące. Twórcy filmu zwracają uwagę na problem nieprzejrzystości europejskiej polityki.